# La Familia 013
La Familia 013 é o décimo e último álbum de estúdio da banda brasileira Charlie Brown Jr., lançado no dia 8 de outubro de 2013 pela Som Livre, sendo o primeiro álbum póstumo da banda, lançado após o falecimento de Chorão.
O álbum seria lançado em setembro, porém, o falecimento de Champignon atrasou este prazo. No dia 24 de setembro, ocorreu o vazamento do álbum antes do seu lançamento oficial e foi disponibilizado na página do Deezer.
Segundo a banda, seu título é o prefixo DDD de Santos.
Até o final do ano, o álbum já havia vendido 40.000 cópias, o que lhe rendeu uma certificação de disco de ouro.

## Antecedentes e morte de Chorão
Poucos dias antes de seu falecimento, Chorão divulgou o novo single do Charlie Brown Jr., intitulado "Meu Novo Mundo". A canção foi apresentada no dia 28 de fevereiro de 2013, em visita ao estúdio da rádio 89 FM A Rádio Rock, em São Paulo.
Após a morte de Chorão, a música e o álbum ganharam bastante notoriedade.
| “ | “O disco já iria ficar na história. Então, como sendo o último disco dele, tenho certeza que o público, os fãs, vão se identificar muito. Os fãs podem esperar um grande álbum, uma grande recordação que ele deixou, um legado.” | ” |

Champignon informou que antes da morte de Chorão, as vozes do disco já tinham sido gravadas, além de bases instrumentais. Porém, a finalização do disco somente ocorreu após o fatídico acontecimento. O álbum foi produção por Tadeu Patolla.
Alexandre, filho de Chorão, disse em declaração para o Jornal O Globo que este é o disco mais autobiográfico da carreira do pai. Também é o que pode ser percebido nas palavras da empresária da banda:
| “ | “Eu acho que esse CD, pelas músicas que eu ouvi, retrata um pouco do que o Chorão estava vivendo. Em várias canções existem faixas que expressam esse momento, que tinha um pouco de turbulência. Tinha uma triste, uma alegre, enfim, as coisas com ele eram muito intensas.” | ” |

## Pré-lançamento e promoção
No dia 22 de julho de 2013, a banda divulgou a capa do álbum em seu site. Além disso, a banda divulgou o mês de setembro como data de lançamento do álbum. O fotógrafo Jerri Rossato foi o responsável pela imagem que reúne os cinco integrantes. A arte ficou por conta de Karen Hirakawa. Em mesmo comunicado, a banda informou também que o álbum será composto por 13 músicas inéditas, dentre as quais as já conhecidas "Meu Novo Mundo" e "Um Dia a Gente se Encontra".
A morte de Champignon, no dia 9 de setembro, atrasou o lançamento do álbum para o dia 8 de outubro.
| “ | "Em respeito ao falecimento do Champignon, nós decidimos adiar o lançamento para o próximo mês." | ” |

No dia 23 de setembro o álbum foi liberado para pré-venda.
Dois dias depois, o álbum foi liberado para audição na íntegra pelo Deezer.
No final de 2014, foi lançado o terceiro videoclipe do álbum, "Rock Star", gravado com o roteiro criado e deixado por Champignon e dirigido por Alexandre, filho de Chorão, junto com o cineasta Rodrigo Bernardo.

## Recepção
| Críticas profissionais | Críticas profissionais |
| Avaliações da crítica  | Avaliações da crítica  |
| Fonte                  | Avaliação              |
| ---------------------- | ---------------------- |
| Galeria Musical        | [ 19 ]                 |

### Recepção da crítica
O site da revista Caras definiu assim o álbum: "Sai o adolescente rebelde com problemas amorosos, entra o adulto desiludido com a vida a dois." O site finaliza dizendo que "musicalmente falando, o disco é um dos melhores e mais maduros de toda a carreira da banda."
Segundo o site G1, "o que mais diferencia o disco dos outros da banda é o vocal quase sussurrado e o andamento mais arrastado de várias músicas." A revista Capricho incluiu este álbum na lista dos melhores álbuns de 2013. Por fim, segundo o site Galeria Musical, "La Família 013 cumpre o seu papel e se posiciona positivamente entre os bons discos do grupo, aumentando o legado de uma banda que sempre soube cumprir muito bem o seu papel."

## Prêmios e Indicações

### Álbum
| Ano  | Prêmio                            | Categoria                          | Resultado | Ref.          |
| ---- | --------------------------------- | ---------------------------------- | --------- | ------------- |
| 2013 | Melhores Álbuns de 2013: Site UOL | "Melhor Álbum de Rock Nacional"    | Incluído  | [ 24 ]        |
| 2013 | Revista Rolling Stone Brasil      | "Melhores Discos Nacionais do ano" | Incluído  | [ 25 ]        |
| 2014 | Grammy Latino                     | "Melhor Álbum de Rock Brasileiro"  | Indicado  | [ 26 ] [ 27 ] |
| 2014 | Prêmio Rock Show                  | Disco do ano                       | Venceu    |               |

### Músicas
| Ano  | Prêmio                       | Categoria                           | Indicação                  | Resultado | Ref.   |
| ---- | ---------------------------- | ----------------------------------- | -------------------------- | --------- | ------ |
| 2013 | Revista Rolling Stone Brasil | "Melhores Músicas Nacionais do ano" | Um Dia A Gente Se Encontra | Incluído  | [ 28 ] |

## Faixas
| N.º            | Título                                         | Compositor(es)                              | Duração |  |
| 1.             | "Um Dia a Gente se Encontra"                   | Chorão, Thiago                              | 3:04    |  |
| 2.             | "Fina Arte"                                    | Chorão, Marcão                              | 3:02    |  |
| 3.             | "Cheia de Vida"                                | Chorão, Thiago                              | 2:42    |  |
| 4.             | "Meu Novo Mundo"                               | Chorão, Thiago                              | 3:27    |  |
| 5.             | "Do Jeito Que eu Gosto, do Jeito Que Eu Quero" | Chorão, Champignon, Thiago, Marcão, Graveto | 4:27    |  |
| 6.             | "Rock Star"                                    | Chorão, Thiago                              | 3:18    |  |
| 7.             | "Vem Ser Minha"                                | Chorão, Thiago                              | 4:38    |  |
| 8.             | "Hoje Sou Eu Que Não Mais Te Quero"            | Chorão, Thiago                              | 5:03    |  |
| 9.             | "Camisa Preta"                                 | Chorão, Champignon, Thiago, Marcão, Graveto | 4:16    |  |
| 10.            | "Vou Me Embriagar de Você"                     | Chorão, Thiago                              | 4:25    |  |
| 11.            | "A Mais Linda do Bar"                          | Chorão, Thiago                              | 3:34    |  |
| 12.            | "Samba Triste"                                 | Chorão, Thiago                              | 4:50    |  |
| 13.            | "Contrastes da Vida"                           | Chorão, Thiago                              | 2:42    |  |
| Duração total: | Duração total:                                 | Duração total:                              | 49:27   |  |

## Formação
- Chorão: vocal
- Champignon: baixo
- Marcão Britto: guitarra
- Thiago Castanho: guitarra
- Bruno Graveto: bateria